# The Farm: Angola, USA
Pour plus de détails, voir Fiche technique et Distribution.
The Farm: Angola, USA est un film américain réalisé par Liz Garbus, Wilbert Rideau et Jonathan Stack, sorti en 1998.

## Synopsis
La vie des prisonniers du pénitencier d’État de Louisiane, surnommé « Angola ».

## Fiche technique
- Titre : The Farm: Angola, USA
- Réalisation : Liz Garbus, Wilbert Rideau et Jonathan Stack
- Scénario :  Bob Harris (en)
- Musique : Curtis Lundy
- Photographie : Samuel M. Henriques et Bob Perrin
- Montage : Mona Davis et Mary Manhardt
- Production : Liz Garbus, Bob Harris et Jonathan Stack
- Société de production : Gabriel Films et Kurtis Productions
- Narration : Bernard Addison
- Pays :  États-Unis
- Genre : Documentaire
- Durée : 88 minutes
- Dates de sortie : 
  -  États-Unis : 17 janvier 1998 (Festival du film de Sundance)

## Distinctions
Le film a été nommé à l'Oscar du meilleur film documentaire.